# Kirsten Thorndahl
Kirsten Thorndahl (* 9. April 1928; † 21. September 2007 in Rørvig, verheiratete Kirsten Granlund) war eine dänische Badmintonspielerin. Sie war eine der bedeutendsten Akteurinnen in dieser Sportart in den 1940er und 1950er Jahren.

## Karriere
Kirsten Thorndahl gewann 1948 als erste Sportlerin alle drei möglichen Titel bei den All England. Insgesamt war sie dort bis 1961 elfmal erfolgreich. Fünf Titel gewann sie im Doppel, vier davon mit Tonny Ahm und einmal mit Anni Hammergaard Hansen, fünf Titel im Mixed - einmal mit Jørn Skaarup viermal mit Finn Kobberø. Sie siegte außerdem bei den German Open, den Swedish Open und den Denmark Open.

## Sportliche Erfolge
| Saison    | Veranstaltung                                    | Disziplin   | Platz | Name                                                                  |
| --------- | ------------------------------------------------ | ----------- | ----- | --------------------------------------------------------------------- |
| 1942/1943 | Dänemark: Einzelmeisterschaften der Junioren U17 | Dameneinzel | 1     | Kirsten Thorndahl, Amager                                             |
| 1943/1944 | Dänemark: Einzelmeisterschaften der Junioren U17 | Dameneinzel | 1     | Kirsten Thorndahl, Amager                                             |
| 1944/1945 | Dänemark: Einzelmeisterschaften der Junioren U19 | Dameneinzel | 1     | Kirsten Thorndahl, Amager                                             |
| 1945/1946 | Dänemark: Internationale Meisterschaften         | Damendoppel | 1     | Tonny Ahm / Kirsten Thorndahl                                         |
| 1945/1946 | Dänemark: Einzelmeisterschaften                  | Mixed       | 1     | Tage Madsen, Skovshoved IF / Kirsten Thorndahl, Amager BC             |
| 1945/1946 | Dänemark: Internationale Meisterschaften         | Mixed       | 1     | Tage Madsen / Kirsten Thorndahl                                       |
| 1945/1946 | Dänemark: Einzelmeisterschaften der Junioren U19 | Dameneinzel | 1     | Kirsten Thorndahl, Amager                                             |
| 1946/1947 | Dänemark: Internationale Meisterschaften         | Mixed       | 1     | Tage Madsen / Kirsten Thorndahl                                       |
| 1946/1947 | Dänemark: Einzelmeisterschaften                  | Dameneinzel | 1     | Kirsten Thorndahl, Amager BC                                          |
| 1947      | All England                                      | Damendoppel | 1     | Tonny Ahm / Kirsten Thorndahl                                         |
| 1947      | All England                                      | Mixed       | 2     | Tage Madsen / Kirsten Thorndahl                                       |
| 1947      | All England                                      | Dameneinzel | 2     | Kirsten Thorndahl                                                     |
| 1947/1948 | Dänemark: Internationale Meisterschaften         | Mixed       | 1     | Tage Madsen / Kirsten Thorndahl                                       |
| 1947/1948 | Dänemark: Internationale Meisterschaften         | Damendoppel | 1     | Tonny Ahm / Kirsten Thorndahl                                         |
| 1948      | All England                                      | Dameneinzel | 1     | Kirsten Thorndahl                                                     |
| 1948      | All England                                      | Mixed       | 1     | Jørn Skaarup / Kirsten Thorndahl                                      |
| 1948      | All England                                      | Damendoppel | 1     | Tonny Ahm / Kirsten Thorndahl                                         |
| 1948/1949 | Dänemark: Einzelmeisterschaften                  | Mixed       | 1     | Tage Madsen, Skovshoved IF / Kirsten Thorndahl, Amager BC             |
| 1948/1949 | Dänemark: Internationale Meisterschaften         | Damendoppel | 1     | Tonny Ahm / Kirsten Thorndahl                                         |
| 1948/1949 | Dänemark: Einzelmeisterschaften                  | Damendoppel | 1     | Kirsten Thorndahl, Amager BC / Aase Svendsen, Københavns BK           |
| 1949      | All England                                      | Damendoppel | 2     | Tonny Ahm / Kirsten Thorndahl                                         |
| 1949/1950 | Dänemark: Internationale Meisterschaften         | Damendoppel | 1     | Tonny Ahm / Kirsten Thorndahl                                         |
| 1950      | All England                                      | Damendoppel | 1     | Tonny Ahm / Kirsten Thorndahl                                         |
| 1950/1951 | Dänemark: Einzelmeisterschaften                  | Mixed       | 1     | Arve Lossmann / Kirsten Thorndahl, Amager BC                          |
| 1950/1951 | Dänemark: Internationale Meisterschaften         | Mixed       | 1     | Arve Lossmann / Kirsten Thorndahl                                     |
| 1950/1951 | Dänemark: Internationale Meisterschaften         | Damendoppel | 1     | Tonny Ahm / Kirsten Thorndahl                                         |
| 1950/1951 | Dänemark: Einzelmeisterschaften                  | Dameneinzel | 1     | Kirsten Thorndahl, Amager BK                                          |
| 1951      | All England                                      | Damendoppel | 1     | Tonny Ahm / Kirsten Thorndahl                                         |
| 1951      | All England                                      | Mixed       | 2     | Arve Lossmann / Kirsten Thorndahl                                     |
| 1951/1952 | Dänemark: Internationale Meisterschaften         | Damendoppel | 1     | Tonny Ahm / Kirsten Thorndahl                                         |
| 1954/1955 | Dänemark: Einzelmeisterschaften                  | Mixed       | 1     | Poul-Erik Nielsen, Skovshoved IF / Kirsten Thorndahl, Amager BC       |
| 1955      | All England                                      | Mixed       | 1     | Finn Kobberø / Kirsten Thorndahl                                      |
| 1955/1956 | Dänemark: Internationale Meisterschaften         | Damendoppel | 1     | Anni Jørgensen / Kirsten Thorndahl                                    |
| 1956/1957 | Dänemark: Einzelmeisterschaften                  | Damendoppel | 1     | Kirsten Thorndahl, Amager BC / Anni Hammergaard Hansen, Københavns BK |
| 1956      | Schweden: Internationale Meisterschaften         | Damendoppel | 1     | Anni Jørgensen / Kirsten Torndahl                                     |
| 1957      | All England                                      | Mixed       | 1     | Finn Kobberø / Kirsten Thorndahl                                      |
| 1957      | All England                                      | Damendoppel | 1     | Anni Hammergaard Hansen / Kirsten Thorndahl                           |
| 1958/1959 | Dänemark: Einzelmeisterschaften                  | Damendoppel | 1     | Kirsten Thorndahl, Amager BC / Hanne Jensen, Københavns BK            |
| 1959/1960 | Dänemark: Einzelmeisterschaften                  | Mixed       | 1     | Finn Kobberø, Københavns BK / Kirsten Thorndahl, Amager BC            |
| 1960      | All England                                      | Damendoppel | 2     | Kirsten Thorndahl / Inge Birgit Hansen                                |
| 1960/1961 | Dänemark: Einzelmeisterschaften                  | Damendoppel | 1     | Kirsten Thorndahl, Amager BC / Hanne Jensen, Københavns BK            |
| 1961/1962 | Dänemark: Einzelmeisterschaften                  | Mixed       | 1     | Finn Kobberø, Københavns BK / Kirsten Thorndahl, Valby BC             |
| 1962/1963 | Deutschland: Internationale Meisterschaften      | Mixed       | 1     | Poul-Erik Nielsen / Kirsten Thorndahl                                 |
| 1958      | Schweden: Internationale Meisterschaften         | Damendoppel | 1     | Kirsten Granlund / Anni Hammergaard-Hansen                            |
| 1959      | All England                                      | Mixed       | 2     | Jørgen Hammergaard-Hansen / Kirsten Granlund                          |
| 1960      | All England                                      | Mixed       | 1     | Finn Kobberø / Kirsten Granlund                                       |
| 1961      | All England                                      | Mixed       | 1     | Finn Kobberø / Kirsten Granlund                                       |